# Doubrava (Lipová)
Doubrava (németül Taubrath) Lipová község településrésze Csehországban a Karlovy Vary-i kerület Chebi járásában. A Cheb déli szomszédságában fekvő településnek mindössze 41 lakosa van. Hagyományos népi építészetéről nevezetes, amely 1995 óta védett műemlék. Legkorábbi írásos említése 1313-ból származik.

## Népessége
A népszámlálási adatok szerint 1991-ben még 56 lakosa volt, amely 2001-ben 41 főre csökkent. Lakóházainak száma 19.

## Nevezetességek
- Cheb-vidék népi építészete. Legrégebbi lakóházát 1751-ben építették. Az épületet az 1990-es évek kezdetén újították fel, jelenleg múzeum és skanzen.

## Képtár

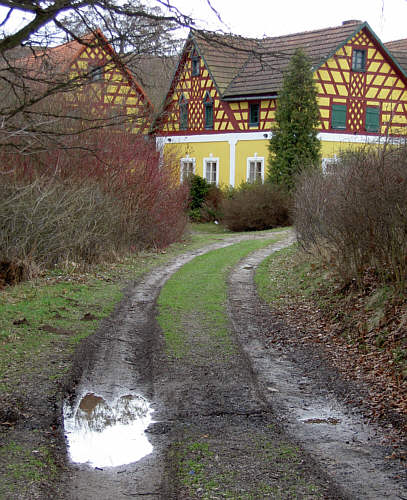
Népi építészet
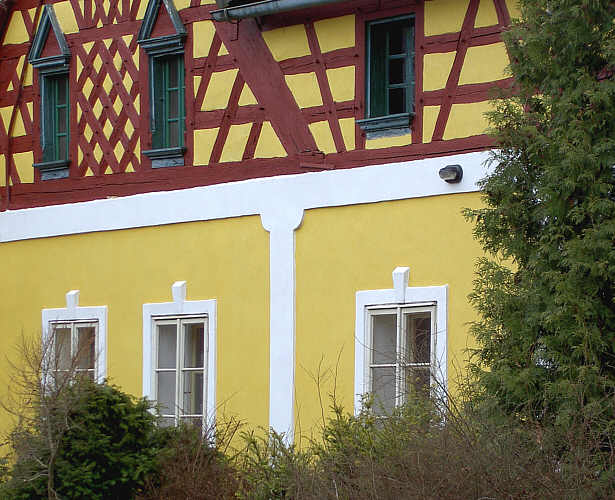
Népi építészet

## Fordítás
Ez a szócikk részben vagy egészben a Doubrava (Lipová) című cseh Wikipédia-szócikk ezen változatának fordításán alapul.  Az eredeti cikk szerkesztőit annak laptörténete sorolja fel. Ez a jelzés csupán a megfogalmazás eredetét és a szerzői jogokat jelzi, nem szolgál a cikkben szereplő információk forrásmegjelöléseként.